# Ліхтар водолаза
Ліхтар водолаза (рос. фонарь водолаза; англ. diving light; нім. Taucherlampe f) – водонепроникний герметичний освітлювальний прилад – обов’язкова складова частина спорядження водолазів відповідно до правил, затверджених державними відомствами багатьох країн. Типовий ліхтар складається з пластмасового корпуса з вимикачем на рукоятці і рефлектора. Його прикріплюють до ременя на шиї водолаза. Струм (зазвичай напругою 6 В) забезпечується батарейками або перезарядженими акумуляторами.